# 許德 (清代)
許德字聿修，號懋亭。為中國清朝武官官員，本籍廣東。行伍出身的許德於1766年（乾隆31年）奉旨接替戴福，於台灣地區擔任澎湖水師協副將。而隸屬台灣鎮之下的此官職職等為正二品，是台灣清治時期的這階段，扼守台灣海峽的重要武將，並統帥兩標水營，數千名水師兵勇。許德任滿，升浙江黃巖總兵。
| 前任： 戴福 | 澎湖水師協副將 1766年上任 | 繼任： 葉凱 |